# Joffrey Pollet-Villard
Joffrey Pollet-Villard (ur. 4 stycznia 1992 w Annecy) – francuski narciarz dowolny specjalizujący się w halfpipe'ie. Największy sukces w karierze osiągnął w 2015 roku, kiedy zdobył srebrny medal w halfpipe'ie na mistrzostwach świata w Kreischbergu. Nie startował na igrzyskach olimpijskich. Najlepsze wyniki w Pucharze Świata osiągnął w sezonie 2010/2011, kiedy to zajął 29. miejsce w klasyfikacji generalnej, a w klasyfikacji halfpipe'a był czwarty.

## Osiągnięcia

### Mistrzostwa świata
| Miejsce | Dzień       | Rok  | Miejscowość | Konkurencja | Zwycięzca   |
| ------- | ----------- | ---- | ----------- | ----------- | ----------- |
| 12.     | 5 marca     | 2013 | Voss        | Halfpipe    | David Wise  |
| 2.      | 22 stycznia | 2015 | Kreischberg | Halfpipe    | Kyle Smaine |

### Puchar Świata

#### Miejsca w klasyfikacji generalnej
- sezon 2007/2008: 135.
- sezon 2008/2009: 133.
- sezon 2010/2011: 29.
- sezon 2012/2013: 83.
- sezon 2014/2015: 90.
- sezon 2015/2016: 102.

#### Miejsca na podium
Pollet-Villard nigdy nie stanął na podium zawodów PŚ.